# 橘慶太
橘 慶太（たちばな けいた、1985年12月16日 - ）は、日本の歌手、ダンサー、作曲家、音楽プロデューサー、俳優。ダンスボーカルユニット・w-inds.のメンバー。芸能事務所はライジングプロダクション。レコード会社はポニーキャニオン所属。所属レーベルはFLIGHT MASTER。福岡県福岡市出身。妻は歌手の松浦亜弥。女優の橘美緒は実妹。公式上は血液型不明。イメージカラーは赤 で、ライブ時のマイクテープは黄色である。

## 来歴
福岡県福岡市出身。元々はオフィスノアールに所属していた。上京して世田谷区立深沢中学校を卒業。その後、立志舎高等学校に入学、卒業。
2000年
DJをやっていた母親が応募したオーディションの地区予選に参加。沖縄で行われる本選に合格し、プロダクション主催の第2回九州・沖縄合同「スターライトオーディション2000」の最終選考会に出場。8000通を超す応募の中から審査員特別奨励賞（ポニーキャニオン賞）に選ばれる。
2006年
9月11日、ヴィジョンファクトリーの携帯電話専用公式サイトにて、本名名義でのソロデビューが発表され、10月11日に公式ブログ「橘慶太のブログ『道標-ミチシルベ-』」を開設する。なお、同ブログはCyberAgent主催「Blog of the year 2006」ミュージシャン部門を受賞。
10月18日、ソロシンガーとしてシングル「道標」でデビュー。テレビ朝日系音楽番組『ミュージックステーション』に初出場した。
2012年
11月26日、恵比寿リキッドルームでのショーケースにて、KEITA名義でのソロ再デビューを発表。
2013年
2月20日、KEITAとしてシングル「Slide'n'Step」で再デビュー。27日、SKY-HI(AAA)を迎えてデジタルシングル「Slide 'n' Step -Extended Mix-feat.SKY-HI(AAA)」をリリース。
6月5日、アルバム「SIDE BY SIDE」をリリース。
6月29日より横浜BLITZでの公演を皮切りに6都市でソロとしては初の全国ツアー「KEITA SIDE BY SIDE TOUR 2013」を開催。
8月4日、KEITA公式サイトにて松浦亜弥との結婚を発表。同日未明に婚姻届を提出。
2014年
3月1日、アルバム「SIDE BY SIDE」でIFPI香港トップセールス・ミュージックアワード2013ベストセールス・リリース日韓部門受賞。男性ソロアーティストの受賞としては最年少記録となった。
5月9日、シングル「Slide'n'Step」で第25回RTHK香港国際流行音楽大賞Top Japanese Gold Song銀賞受賞。
2015年
12月16日、30歳の誕生日にミニアルバム「FRAGMENTS」をリリース。同作で初めて自ら編曲を手掛ける。
2016年
1月23日、Zepp DiverCity、および1月29日、なんばHatchにて東阪ツアー「KEITA FRAGMENTS LIVE」を開催。
2019年
1月18日より「Don't Leave Me Alone」を皮切りに12ヶ月連続で配信シングルをリリース。
2020年
3月25日、アルバム「inK」をリリース。同日、岡崎体育を客演に迎えたリード曲「Tokyo Night Fighter feat. 岡崎体育」のミュージックビデオを公開。
2023年
1月1日より放送開始されたカネボウ化粧品「KANEBO」ブランドCMソングとして布施明の「君は薔薇より美しい」をカバー。

## 人物

### 絵画
本人が描いた絵画が展示された美術展を挙げる。出展された作品はマグカップや絵葉書になって販売され、収益金は厚生文化事業団の福祉活動に充てられた。
- 芸能人の多才な美術展 Art For Heart2003
- 芸能人の多才な美術展 絵画は地球を救う! 〜ART FOR HEART 2004〜
- 新・芸能人の多才な美術展 Art For Heart2006 絵画は地球を救う!

### サッカー
スポーツではサッカーを趣味としている。音楽関連会社の主催するサッカー大会において自身の率いるチームが2008年、2009年度の二大会連続優勝を飾った。
また、2008年12月11日の深夜に放送されたテレビ番組「宇宙でイチバン逢いたい人」(日本テレビ)での対談がきっかけで、サッカー日本代表のフォワード(FW)である岡崎慎司選手と親交がある。

## 作品

### 橘慶太名義
本名名義でリリースされている楽曲は全て本人が作詞している。

#### シングル
| # | タイトル | 発売日         | 備考 |
| 1 | 道標     | 2006年10月18日 | - テレビ東京系アニメ『家庭教師ヒットマンREBORN!』エンディングソング - ミス慶應コンテスト2006 テーマソング |
| 2 | FRIEND   | 2007年5月2日   | - テレビ東京系アニメ『BLUE DRAGON』主題歌                                                                 |

#### アルバム
| # | タイトル | 発売日         | 備考           |
| 1 | 声       | 2006年11月29日 | - 全10曲収録。 |

#### DVD
| 種類 | タイトル                     | 発売日 | 備考 |
| LIVE | 一夜限りのプレミアム・ライブ |        | ファンクラブ会員限定販売 - 1.S.O.S - 2.道標 - 3.キャンドル - 4.キミノコエ - 5.覚醒 - 6.愛のカタチ - ENC.時代 |

### KEITA名義

#### シングル
| # | タイトル       | 発売日        | 備考 |
| 1 | Slide 'n' Step | 2013年2月20日 |      |

#### デジタルシングル
| #  | タイトル                                      | 配信日         | 備考                                       |
| 1  | Slide 'n' Step -Extended Mix-feat.SKY-HI(AAA) | 2013年2月27日  | 客演 - SKY-HI(AAA)                         |
| 2  | I'll be there feat. Ms.OOJA & SPICY CHOCOLATE | 2015年5月1日   | SPICY CHOCOLATEプロデュース 客演 - Ms.OOJA |
| 3  | Don't Leave Me Alone                          | 2019年1月18日  |                                            |
| 4  | Live For Yourself                             | 2019年2月18日  |                                            |
| 5  | Lonely Night                                  | 2019年3月18日  |                                            |
| 6  | Hopeless Place                                | 2019年4月18日  |                                            |
| 7  | Nothing Lasts Forever                         | 2019年5月18日  |                                            |
| 8  | Angel                                         | 2019年6月18日  |                                            |
| 9  | I Gotta Feeling (feat. ISH-ONE, GASHIMA)      | 2019年7月18日  | 客演 - ISH-ONE,GASHIMA(WHITE JAM)          |
| 10 | Give Me Somemore                              | 2019年8月18日  |                                            |
| 11 | Around N Around                               | 2019年9月18日  |                                            |
| 12 | Too Young to Die                              | 2019年10月16日 |                                            |
| 13 | Y.E.S                                         | 2019年11月20日 |                                            |
| 14 | Be On The Stage                               | 2019年12月18日 |                                            |

#### アルバム
| # | タイトル     | 発売日         | 備考                                                   |
| 1 | SIDE BY SIDE | 2013年6月5日   | 客演 - AKLO(M-4) - AISHA(M-8) - SKY-HI(AAA)(M-13)      |
| 2 | FRAGMENTS    | 2015年12月16日 |                                                        |
| 3 | inK          | 2020年3月25日  | 客演 - ISH-ONE,GASHIMA(WHITE JAM)(M-5) - 岡崎体育(M-6) |

#### DVD/Blu-ray
| 種類 | タイトル                     | 発売日         | 備考                                                                         |
| LIVE | KEITA SIDE BY SIDE TOUR 2013 | 2013年12月18日 | - 2013年8月3日、舞浜アンフィシアター公演収録。 - DVD/Blu-rayの二形態で発売。 |

#### 参加作品
| アーティスト      | タイトル      | 参加楽曲                                   | 発売日         | 備考 |
| Block B PROJECT-1 | Lost&Found    | M-2「Lost ＆ Found feat. KEITA (w-inds.)」 | 2017年9月20日  | Block BのメンバーTEAILとのコラボ楽曲。 |
| SOLIDEMO          | Love Yourself | M-2「Always」(180jacK.)                    | 2020年2月19日  | SOLIDEMOの選抜メンバー(シュネル、向山毅、佐々木和也、手島章斗)と橘による5人組ボーカルグループ180jacK.の楽曲。橘による作曲、編曲。 |
| 竹内まりや        | Precious Days | M-8「Subject:さようなら」                  | 2024年10月23日 | 2011年12月21日発売の妻である松浦亜弥のベストアルバム「松浦亜弥 10TH ANNIVERSARY BEST」に収録された作詞作曲を竹内まりやが手掛けた曲で、竹内がセルフカバーするに当たって松浦にコーラス参加を依頼。松浦は「是非参加したい」と引き受けたものの育児休暇中でスタジオには行けなかった為、自宅で橘が松浦の一人多重録音コーラスを録音。レコーディングエンジニアのとしての参加。 |

### 楽曲提供・編曲
| アーティスト | タイトル            | 提供楽曲                                    | 発売日         | 備考 |
| SKY-HI       | ベストカタリスト    | M-2 「何様 feat. ぼくのりりっくのぼうよみ」 | 2018年3月21日  | 編曲。 |
| 蕭秉治       | 凡人 Mortal(日本盤) | M-13 「Missing You (Japanese Ver.)」        | 2019年5月29日  | 日本語詞。邦題は「I Miss You」。                                                                                        |
| BuZZ         |                     | 「Forever Young」                           | 2020年3月4日   | 配信シングル。編曲。 |
| 花村想太     |                     | 「Let me love you」                         |                | Da-iCEのメンバーである花村のソロプロジェクト「SOTA HANAMURA CREATION(s)」による映像作品。作曲。音源としては未リリース。 |
| 松浦亜弥     |                     | 「Addicted」                                | 2022年11月25日 | 配信シングル。作詞、作曲、編曲。制作活動の過程で妻の松浦に歌唱させた楽曲を6年越しにリリース。                           |
| BE:FIRST     |                     | 「Smile Again」                             | 2023年4月26日  | 作曲、編曲。資生堂「アネッサ」グローバルキャンペーンCMソング。2024年8月28日リリースのアルバム「2:BE」収録。             |
| Lead         |                     | 「GRAVITY」                                 | 2024年7月31日  | 2024年9月4日リリースのアルバム「XTLIKE」からの先行配信曲。作曲、編曲。                                                  |

### 写真集
- to you（2007年4月19日、ISBN 9784903853017）

収録写真はイタリア・トスカーナ州の州都フィレンツェにて，2nd.シングル『FRIEND』ジャケット撮影と並行して撮影。
- 24/7（2013年6月18日)

## 出演

### 映画
- シュレック3（2007年、日本語吹替版） - アーサー 役

自身初の声優出演作品。オリジナルキャストのジャスティン・ティンバーレイクに適した声としてドリームワークスから評価され、出演に至った。
- BABY BABY BABY! -ベイビィ ベイビィ ベイビィ-（2009年）

### テレビドラマ
- おひとりさま（2009年10月 - 12月、TBS） - 原田博之 役
- まっつぐ〜鎌倉河岸捕物控〜（2010年4月 - 8月、NHK総合） - 主演・政次 役
- Answer〜警視庁検証捜査官（2012年4月 - 6月、テレビ朝日） - 唐沢潤平 役

### ラジオ
- 橘慶太のオールナイトニッポン（2006年11月27日、ニッポン放送）
- RADIO SESSION〜w-inds.橘慶太のFREE STYLE SHOW〜（2009年 - 、JFN系列26局）

### 携帯ムービー
- オーバーワーク〜キャラメルラテください!!〜（2009年） - 大友ケイタ 役

ファミリーマートとBOSSのキャンペーン企画で携帯動画サイトVISION CASTより配信。